# Louet (Loire)
Der Louet ist ein Fließgewässer in Frankreich, das im Département Maine-et-Loire in der Region Pays de la Loire verläuft. Es handelt sich um einen linken Seitenarm der Loire, der bei Juigné-sur-Loire vom Hauptfluss abzweigt und nach rund 25 Kilometern im Gemeindegebiet von Chalonnes-sur-Loire wieder in die Loire einmündet. Trotz seiner Funktion als Nebenarm der Loire wird das Gewässer vom französischen Gewässerinformationssystem sandre.fr als eigenständiges Gewässer behandelt.

## Orte am Fluss
(Reihenfolge in Fließrichtung)
- Mûrs-Erigné
- Denée
- Rochefort-sur-Loire

## Tourismus
Der Louet wird touristisch vor allem für den Kanusport genutzt.